# Les Z'amours
Pour l’article ayant un titre homophone, voir Les Amours.
Les Z'amours est un jeu télévisé français diffusé sur la chaîne de télévision française France 2 du 20 février 1995 au 21 août 2021. Il s'agit de la seconde adaptation du jeu américain The Newlywed Game après Les Mariés de l'A2.
Le décor de l'émission est inspiré de l'œuvre du peintre américain Roy Lichtenstein.
Après 26 ans et plus de 7 000 émissions, Les Z'amours est remplacé par le jeu Chacun son tour le 21 août 2021, présent sur la même tranche horaire sur France 2

## Le jeu

### Origines
Les Z'amours est adapté du format américain The Newlywed Game, créé par Nick Nicholson  et E. Roger Muir diffusé du 11 juillet 1966 sur ABC au 14 février 2013 sur GSN. Le jeu a précédemment été adapté en France sous le titre Les Mariés de l'A2.

### Diffusion
L'émission est diffusée du lundi au vendredi, puis également les samedis en fin de matinée. L'été, des anciennes émissions y sont rediffusées, à l'instar de Motus.
Du 20 février 1995 au 16 mars 1996, l'émission est diffusée quotidiennement à 12 h 20. À partir du 18 mars 1996 et jusqu'au 1er juillet 2006, elle est diffusée aux alentours de 11 h 40. Depuis le 3 juillet 2006, elle est diffusée aux alentours de 11 h 20.
Le 20 octobre 2003, l'émission accueille pour la première fois un couple homosexuel.

### Déroulement
Chaque émission voit s'affronter trois couples pendant une trentaine de minutes, dans une ambiance bon enfant et décontractée.
L'animateur pose des questions, souvent saugrenues, sur la vie de couple des candidats.
Les femmes répondent en premier à des questions préalablement posées à leurs conjoints, chaque réponse concordante rapporte un certain nombre de points. La première question est une question ouverte. La deuxième et la troisième sont à choix multiple. Il peut arriver que la troisième question soit elle aussi ouverte.
Les rôles sont ensuite inversés, ce sont les hommes qui doivent donner la même réponse que leurs conjointes pour gagner des points.
Le couple ayant obtenu le score le plus élevé peut participer à la finale pour remporter un voyage.
La finale se présente sous la forme d'un questionnaire sur les goûts du conjoint. Le premier candidat a quarante-cinq secondes pour répondre correctement à sept questions, en sachant que la partie est perdue si le temps est écoulé ou si plus de quatre erreurs ont été commises.

### Décompte des points
La première question rapporte 10 points, la question Bonus 15 et les autres 5.
Jusqu'en 2002, toutes les questions valaient 5 points, sauf la question Bonus qui en rapportait 25.
Lorsque les deux couples aux plus grand nombre de points sont à égalité, on fait alors jouer les pronostics. Avant l'émission, chaque couple doit parier le score qu'il va obtenir. Le couple ayant pronostiqué le bon score ou ayant prédit un score inférieur et proche du sien part en finale. Si le score est proche du sien mais supérieur, c'est un échec.

### Audiences
En 2005, le jeu réunit jusqu'à 1,87 million de personnes.
En 2006, le jeu réalise un record hebdomadaire avec 30,6 % de parts de marché (PDM) et un record le 12 décembre 2006 avec 37,1 % de PDM.
Début 2017, le jeu réalise une audience d'environ 16 % pour plus de 900 000 téléspectateurs . À la rentrée 2017, le jeu oscille autour de 20% d'audience.
Le jeu est leader depuis plusieurs années sur sa tranche horaire.
À l'arrivée de Bruno Guillon, les audiences s'effondrent passant à 11,4 % en février 2018 (durant les jeux olympiques d'hiver) avant de se redresser rapidement le mois suivant,,.
Durant le confinement du printemps 2020, le 20 mars 2020, l'émission a attiré 1,13 million de téléspectateurs, soit 15,1% des quatre ans et plus. Il s'agit du plus haut score de l'émission en nombre de téléspectateurs depuis décembre 2016.

### Arrêt de la diffusion
Le Parisien annonce l'arrêt du jeu à la rentrée 2021 à la suite de la nouvelle politique de la présidente de France Télévisions, Delphine Ernotte, consistant à programmer davantage de formats français. Or Les Z’Amours est adapté d'un format américain nommé The Newlywed Game. Cette information a été confirmée le 16 avril 2021 par le présentateur Bruno Guillon dans un post Instagram relayé par la presse.
L'ultime numéro a été diffusé le 21 août 2021. Cependant à partir du 5 juillet 2021 et jusqu'au 20 août 2021, France 2 continue la diffusion du jeu mais propose uniquement des rediffusions.

### Présentation
- 20 février 1995 - 8 juillet 2000 : Jean-Luc Reichmann
- 10 juillet 2000 - 30 septembre 2000 : Patrice Laffont
- 2 octobre 2000 - 31 janvier 2018 : Tex[21]
- 1er février 2018 - 21 août 2021 : Bruno Guillon[22]

#### Voix off
- Jusqu'au 16 janvier 2010 : Pierre Galibert, qui a arrêté d'arbitrer aux Z'amours pour se consacrer à France Bleu[23].
- octobre 2010 - 21 août 2021 : Pascal Argence[24].

## Déclinaisons

### Diffusion en primetime
Le jeu a été diffusé à plusieurs reprises en primetime entre 1999 et 2001, des célébrités étaient alors invitées :
- le 12 février 1999 : 7,2 millions de téléspectateurs (29,9 % d'audience)[25]
- le 13 septembre 1999 : 5,9 millions (30,9 %) [25]
- le 6 décembre 1999 : 6,2 millions (27,2 %) [25]
- le 11 septembre 2000 : 4,7 millions (21,4 %)[25]
- le 4 janvier 2001 : 4,6 millions (19,9 %) [25]
- le 24 mai 2001 : 2,4 millions (11,4 %)[25] (face à Loft Story)[26]

### Les Z'amours de l'an 2000
L'émission a eu droit à une seconde fenêtre en access prime time (18h45) entre le 19 avril 1999 et le 21 mai 1999.
 Le jeu avait permis à France 2 de cibler un public plus jeune à cet horaire, néanmoins l'opération n'a pas été renouvelée à la rentrée suivante malgré de bons scores d'audimat.

### Les P'tits Z'amours
Entre 2006 et 2009, a été diffusée le mercredi et pendant les vacances scolaires, aux horaires habituels, la déclinaison Les P'tits Z'amours, où trois familles avec chacune deux enfants âgés de 7 à 13 ans s'affrontaient.

### Jeu de société
Le jeu télévisé a été adapté en jeu de société en 2002 par Druon.